# Błagoj Iwanow
Błagoj Iwanow (bułg. Благой Иванов; ur. 9 października 1986 w Sandanskim) – bułgarski zawodnik mieszanych sztuk walki (MMA), sambista oraz judoka, mistrz świata w sambo bojowym z 2008. W latach 2015–2018 mistrz World Series of Fighting w wadze ciężkiej. Od 2018 do 20 lipca 2023 zawodnik największej organizacji MMA na świecie – UFC.

## Kariera w sambo
W 2006 roku zdobył brąz na organizowanych w Sofii mistrzostwach świata sambo w kategorii ciężkiej. Dwa lata później w Petersburgu sięgnął po złoto – w półfinale pokonał wielokrotnego mistrza świata, Rosjanina Fiodora Jemieljanienkę, co było wielkim zaskoczeniem w środowisku sportowym.

## Kariera MMA

### Bellator MMA
Rok wcześniej w 2007 zadebiutował w mieszanych sztukach walki (MMA). 2 sierpnia 2009 pokonał Kazuyukiego Fujitę na gali WVR Sengoku. Na początku 2011 związał się z Bellator FC, gdzie wziął udział w turnieju wagi ciężkiej. W ćwierćfinale zwyciężył Zaka Jensena, lecz odniósł kontuzję i musiał się wycofać z dalszej rywalizacji. W grudniu 2011 pokonał byłego mistrza UFC, Ricco Rodrigueza.
26 lutego 2012 wczesnym rankiem Iwanow wraz z dwoma znajomymi wychodząc z jednego z sofijskich barów został napadnięty przez ośmioosobową grupę uzbrojonych w pałki i noże mężczyzn - jeden z nich w trakcie bójki dźgnął nożem Iwanowa w okolicę pachy. Iwanow w stanie krytycznym został odwieziony do szpitala gdzie okazało się, iż pchnięcie było na tyle głębokie, że uszkodziło serce sportowca. Na początku marca poinformowano, że stan Iwanowa po operacji jest stabilny. 29 maja został wypisany ze szpitala.
Do zawodowych startów powrócił 13 września 2013 pokonując przed czasem Mannego Lara na gali Bellator 99. W 2014 doszedł do finału turnieju wagi ciężkiej ulegając w nim Rosjaninowi Aleksandrowi Wołkowowi i notując pierwszą zawodową porażkę w MMA.

### WSoF
W 2015 odszedł z Bellatora, by związać się z World Series of Fighting. 5 lipca pokonał Smealinho Ramę, zostając mistrzem WSOF w wadze ciężkiej. W latach 2015–2017 trzykrotnie bronił tytułu WSoF.

### UFC
W kwietniu 2018 podpisał kontrakt z Ultimate Fighting Championship, debiutując dla niej 14 lipca 2018 w walce z Juniorem dos Santosem, z którym ostatecznie przegrał jednogłośnie na punkty.
Na gali UFC Fight Night: Lewis vs. Spivac, która odbyła się na początku lutego 2023 roku skrzyżował rękawice z klasyfikowanym na 10. pozycji rankingu wagi ciężkiej UFC, Polakiem, Marcinem Tyburą. Pojedynek potrwał pełen trzyrundowy dystans, podczas którego trzej sędziowie punktowali: 29-28, 29-28 i 30-27 na zwycięstwo Polaka.
20 lipca 2023 roku ogłoszono rozstanie zawodnika z największą organizacją MMA na świecie – UFC.

## Osiągnięcia

### Mieszane sztuki walki
- 2014: Bellator Season 10 Heavyweight Tournament – finalista turnieju wagi ciężkiej
- 2015–2018: mistrz World Series of Fighting w wadze ciężkiej

### Sambo
- 2006: Mistrzostwa Świata w sambo –  w kat. 100 kg
- 2008: Mistrzostwa Europy w sambo –  w kat. +100 kg
- 2008: Mistrzostwa Świata w sambo –  w kat. +100 kg

### Judo
- 2004: IJF Atom Cup –  w kat. 100 kg (juniorzy)
- 2005: Mistrzostwa Bułgarii w judo –  w kat. -100 kg (juniorzy)
- 2007: Mistrzostwa Bułgarii w judo –  w kat. -100 kg (seniorzy)
- 2007: Mistrzostwa Bałkanów w judo –  w kat. -100 kg (seniorzy)

## Lista walk w MMA
| Wynik     | Bilans   | Przeciwnik (bilans przed walką) | Rozstrzygnięcie                          | Runda | Czas | Rozgrywki                                 | Data       | Miejsce      | Uwagi                                                               |
| --------- | -------- | ------------------------------- | ---------------------------------------- | ----- | ---- | ----------------------------------------- | ---------- | ------------ | ------------------------------------------------------------------- |
| Przegrana | 19-7 (1) | Siergiej Biełostenny (11-3)     | Decyzja (jednogłośna)                    | 3     | 5:00 | PFL 1: 2024 Regular Season                | 04.04.2024 | San Antonio  | Playoffy sezonu regularnego PFL 2024 w wadze ciężkiej. Debiut w PFL |
| Przegrana | 19-6 (1) | Alexandr Romanov (16-2)         | Decyzja (jednogłośna)                    | 3     | 5:00 | UFC Fight Night: Strickland vs. Magomedov | 01.07.2023 | Las Vegas    |                                                                     |
| Przegrana | 19-5 (1) | Marcin Tybura (23-7)            | Decyzja (jednogłośna)                    | 3     | 5:00 | UFC Fight Night: Lewis vs. Spivac         | 04.02.2023 | Las Vegas    |                                                                     |
| Wygrana   | 19-4 (1) | Marcos Rogério de Lima (19-7-1) | Decyzja (jednogłośna)                    | 3     | 5:00 | UFC 274                                   | 07.05.2022 | Phoenix      |                                                                     |
| Przegrana | 18-4 (1) | Augusto Sakai (19-7-1)          | Decyzja (niejednogłośna)                 | 3     | 5:00 | UFC Fight Night: Woodley vs. Burns        | 30.05.2020 | Las Vegas    |                                                                     |
| Przegrana | 18-3 (1) | Derrick Lewis (21-7)            | Decyzja (niejednogłośna)                 | 3     | 5:00 | UFC 244                                   | 02.11.2019 | Nowy Jork    |                                                                     |
| Wygrana   | 18-2 (1) | Tai Tuivasa (10-1)              | Decyzja (jednogłośna)                    | 3     | 5:00 | UFC 238                                   | 08.06.2019 | Chicago      |                                                                     |
| Wygrana   | 17-2 (1) | Ben Rothwell (34-10)            | Decyzja (jednogłośna)                    | 3     | 5:00 | UFC on ESPN: Lewis vs. Dos Santos         | 09.03.2019 | Wichita      |                                                                     |
| Przegrana | 16-2 (1) | Junior dos Santos (18-5)        | Decyzja (jednogłośna)                    | 5     | 5:00 | UFC Fight Night: Ivanov vs. Dos Santos    | 14.07.2018 | Boise        | Debiut w UFC                                                        |
| Wygrana   | 16-1 (1) | Caio Alencar (11-1)             | Decyzja (jednogłośna)                    | 3     | 5:00 | PFL: Fight Night                          | 02.11.2017 | Waszyngton   |                                                                     |
| Wygrana   | 15-1 (1) | Shawn Jordan (19-7)             | TKO (ciosy pięściami)                    | 1     | 1:43 | WSOF 35: Ivanov vs. Jordan                | 18.03.2017 | Verona       | Obronił pas mistrza WSOF w wadze ciężkiej                           |
| Wygrana   | 14-1 (1) | Josh Copeland (12-3)            | Decyzja (jednogłośna)                    | 5     | 5:00 | WSOF 31: Ivanov vs. Copeland              | 17.06.2016 | Mashantucket | Obronił pas mistrza WSOF w wadze ciężkiej                           |
| Wygrana   | 13-1 (1) | Derrick Mehmen (19-6)           | TKO (ciosy pięściami)                    | 2     | 4:33 | WSOF 24: Fitch vs. Okami                  | 17.10.2015 | Mashantucket | Obronił pas mistrza WSOF w wadze ciężkiej                           |
| Wygrana   | 12-1 (1) | Smealinho Rama (9-1)            | Poddanie (duszenie gilotynowe)           | 3     | 1:17 | WSOF 21: Palmer vs. Horodecki             | 05.06.2015 | Edmonton     | Zdobył pas mistrza WSOF w wadze ciężkiej                            |
| Przegrana | 11-1 (1) | Aleksandr Wołkow (21-4)         | Poddanie (duszenie zza pleców)           | 2     | 1:08 | Bellator 120                              | 17.05.2014 | Southaven    | Finał 10 sezonu turnieju Bellator MMA w wadze ciężkiej              |
| Wygrana   | 11-0 (1) | Lavar Johnson (18-8)            | Poddanie (americana)                     | 1     | 4:08 | Bellator 116                              | 11.04.2014 | Temecula     | Półfinał 10 sezonu turnieju Bellator MMA w wadze ciężkiej           |
| Wygrana   | 10-0 (1) | Rich Hale (21-6-1)              | Decyzja (jednogłośna)                    | 3     | 5:00 | Bellator 111                              | 07.03.2014 | Thackerville | Ćwierćfinał 10 sezonu turnieju Bellator MMA w wadze ciężkiej        |
| Wygrana   | 9-0 (1)  | Keith Bell (5-3-1)              | Poddanie (duszenie zza pleców)           | 1     | 3:59 | Bellator 109                              | 22.11.2013 | Bethlehem    |                                                                     |
| Wygrana   | 8-0 (1)  | Manny Lara (4-3)                | Poddanie (duszenie gilotynowe w stójce)  | 1     | 1:17 | Bellator 99                               | 13.09.2013 | Temecula     |                                                                     |
| Wygrana   | 7-0 (1)  | Ricco Rodriguez (48-14)         | TKO (niezdolność do kontynuowania walki) | 3     | 3:33 | Chekhov MMA Tournament                    | 23.12.2011 | Czechow      |                                                                     |
| Wygrana   | 6-0 (1)  | Zak Jensen (10-7)               | Poddanie (duszenie gilotynowe)           | 2     | 2:35 | Bellator 52                               | 01.10.2011 | Lake Charles | Ćwierćfinał 5 sezonu turnieju Bellator MMA w wadze ciężkiej         |
| Wygrana   | 5-0 (1)  | William Penn (3-1)              | TKO (ciosy pięściami)                    | 1     | 2:58 | Bellator 38                               | 26.03.2011 | Tunica       |                                                                     |
| Wygrana   | 4-0 (1)  | Swetosław Zachariew (5-1)       | Poddanie (duszenie zza pleców)           | 1     | 3:33 | Real Pain Challenge 9                     | 09.10.2010 | Sofia        |                                                                     |
| Wygrana   | 3-0 (1)  | Kazuyuki Fujita (15-7)          | Decyzja (niejednogłośna)                 | 3     | 5:00 | World Victory Road Presents: Sengoku 9    | 02.08.2009 | Saitama      |                                                                     |
| Nieodbyta | 2-0 (1)  | Ilir Latifi (0-0)               | No contest                               | 1     | 0:55 | Real Pain Challenge 2                     | 17.05.2008 | Sofia        |                                                                     |
| Wygrana   | 2-0      | Janczo Dimitrow (0-0)           | TKO (ciosy pięściami)                    | 1     | 2:31 | Real Pain Challenge 1                     | 09.03.2008 | Sofia        |                                                                     |
| Wygrana   | 1-0      | Kamen Georgiew (2-1)            | TKO (przerwanie przez narożnik)          | 1     | 5:00 | FM - Fitness Mania                        | 13.10.2007 | Pazardżik    | Debiut w MMA                                                        |